# Liste der Baudenkmale in Hattorf am Harz
In der Liste der Baudenkmale in Hattorf am Harz sind die Baudenkmale der niedersächsischen Gemeinde Hattorf am Harz enthalten. Der Stand der Liste ist der 5. Mai 2020. Die Quelle der Baudenkmale ist der Denkmalatlas Niedersachsen.

## Allgemein
In den Spalten befinden sich folgende Informationen:
- Lage: die Adresse des Baudenkmales und die geographischen Koordinaten. Kartenansicht, um Koordinaten zu setzen. In der Kartenansicht sind Baudenkmale ohne Koordinaten mit einem roten Marker dargestellt und können in der Karte gesetzt werden. Baudenkmale ohne Bild sind mit einem blauen Marker gekennzeichnet, Baudenkmale mit Bild mit einem grünen Marker.
- Bezeichnung: Bezeichnung des Baudenkmales
- Beschreibung: die Beschreibung des Baudenkmales. Unter § 3 Abs. 2 NDSchG werden Einzeldenkmale und unter § 3 Abs. 3 NDSchG Gruppen baulicher Anlagen und deren Bestandteile ausgewiesen.
- ID: die Objekt-ID des Baudenkmales
- Bild: ein Bild des Baudenkmales, ggf. zusätzlich mit einem Link zu weiteren Fotos des Baudenkmals im Medienarchiv Wikimedia Commons. Wenn man auf das Kamerasymbol klickt, können Fotos zu Baudenkmalen aus dieser Liste hochgeladen werden:

## Liste der Baudenkmale
| Lage                                               | Bezeichnung              | Beschreibung | ID       | Bild           |
| -------------------------------------------------- | ------------------------ | --- | -------- | -------------- |
| Angerstraße 12 51° 38′ 53″ N, 10° 13′ 53″ O        | Mühle                    | Baukomplex der (ehemaligen) Angermühle | 34140285 | Weitere Bilder |
| Angerstraße 12 51° 38′ 53″ N, 10° 13′ 52″ O        | Anbau                    | Angebauter Gebäudeteil an der Mühle | 34140358 |                |
| Bachstraße 4 51° 39′ 12″ N, 10° 14′ 9″ O           | Wohn-/Wirtschaftsgebäude | Fachwerkhaus nordwestlich der Kirche | 34139826 |                |
| Bachstraße 5 51° 39′ 7″ N, 10° 14′ 7″ O            | Wohnhaus                 | | 34139850 |                |
| Bahnhofstraße 1 51° 38′ 46″ N, 10° 14′ 12″ O       | Empfangsgebäude          | Ehemaliges Empfangsgebäude des Bahnhofs Hattorf an der Bahnstrecke Northeim-Nordhausen | 34139900 | Weitere Bilder |
| Bahnhofstraße 1 51° 38′ 46″ N, 10° 14′ 14″ O       | Toilette                 | Toilettengebäude des Bahnhofs Hattorf am Harz | 34139932 |                |
| Herzberger Landstraße 51° 38′ 44″ N, 10° 14′ 41″ O | Kriegerdenkmal           | Das Kriegerdenkmal wurde im Jahr 1897 zum 100. Geburtstag von Kaiser Wilhelm I. und zu Ehren der Gefallenen der Kriege von 1866 (Deutscher Krieg) und 1870/71 (Deutsch-Französischer Krieg) errichtet.                                                                       | 34140048 | Weitere Bilder |
| Im Grabendorf 51° 39′ 11″ N, 10° 14′ 16″ O         | Friedhof                 | Friedhof östlich der Kirche und nördlich der Friedhofskapelle, Kriegsgräberstätte und Ehrenmale für die Gefallenen beider Weltkriege. | 34139753 | Weitere Bilder |
| Kirchstraße 10 51° 39′ 11″ N, 10° 14′ 11″ O        | Kirche St. Pankratius    | Ev.-luth. Kirche St. Pankratius. Der Turm wurde wahrscheinlich als Wehrturm einer mittelalterlichen Wehr- und Fliehburg im 10./11. Jahrhundert errichtet, das Kirchenschiff in Fachwerkbauweise (mit Schieferbehang) 1756 angebaut (Quelle: Informationstafel an der Kirche) | 34140071 | Weitere Bilder |
| Mitteldorf 10 51° 38′ 59″ N, 10° 14′ 16″ O         | Feuerwehrgerätehaus      | Historisches Feuerwehrhaus der Gemeinde Hattorf am Harz | 34140095 | Weitere Bilder |
| Mitteldorf 22 51° 39′ 4″ N, 10° 14′ 11″ O          | Alte Schmiede            | Wohnhaus in zweiter Reihe in der Schmiedegasse | 34140167 | Weitere Bilder |
| Schnippstraße 6 51° 38′ 59″ N, 10° 14′ 3″ O        | Wohn-/Wirtschaftsgebäude | | 34140215 |                |
| Auekrug, B 27 51° 37′ 53″ N, 10° 16′ 42″ O         | Gasthaus Auekrug         | | 34139799 | Weitere Bilder |

## Ehemalige Baudenkmale
| Lage                                                          | Bezeichnung    | Beschreibung                                                                      | ID       | Bild           |
| ------------------------------------------------------------- | -------------- | --------------------------------------------------------------------------------- | -------- | -------------- |
| Eisenbahnstrecke Wulften-Hattorf 51° 39′ 11″ N, 10° 12′ 40″ O | Bahnwärterhaus | Gebäude nähe Bahndamm. Seit Jahresende 2023 nicht mehr im Denkmalatlas enthalten. | 34140263 | Weitere Bilder |